# 克爾克拉雷利

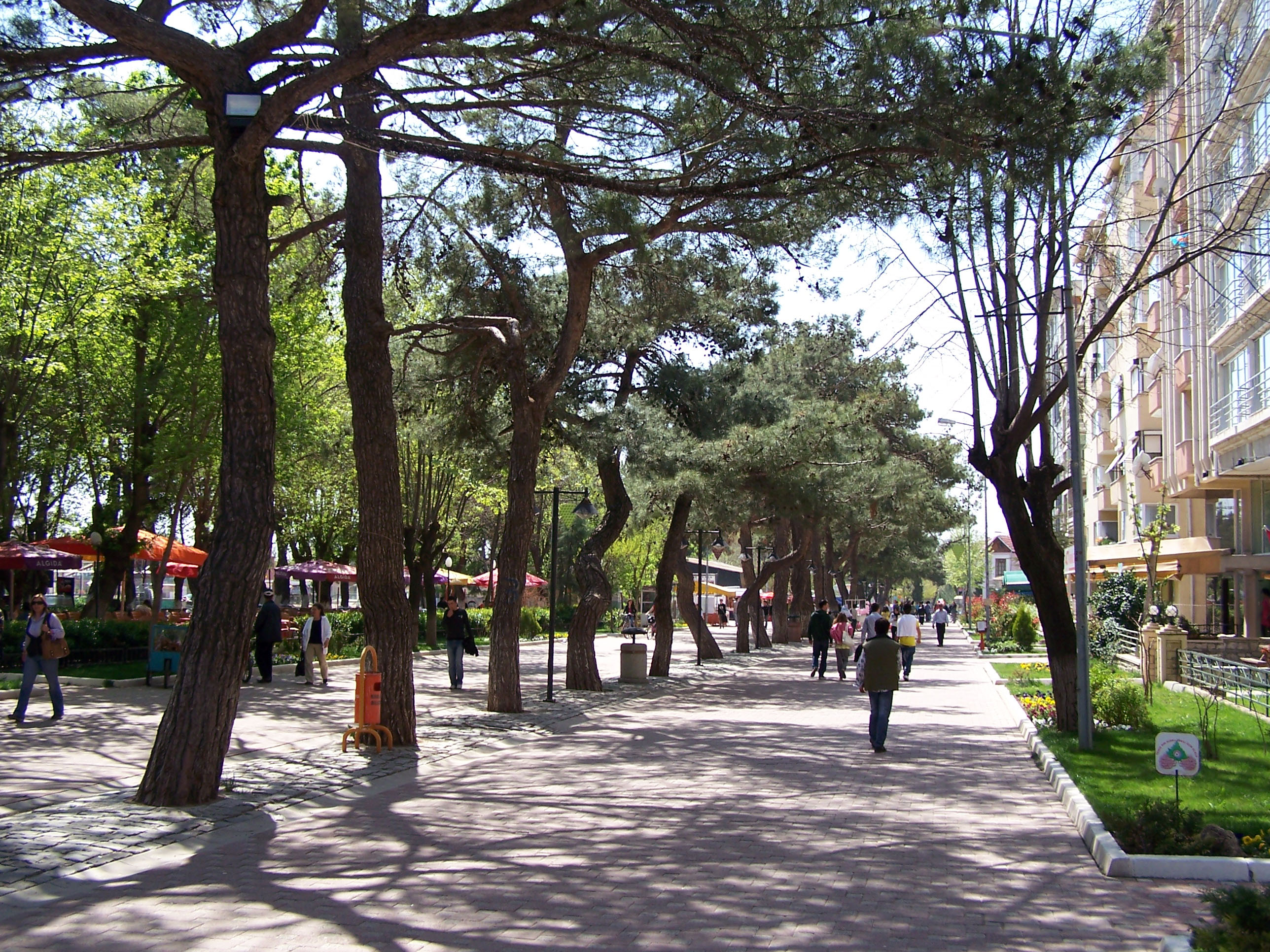

克爾克拉雷利（土耳其語：Kırklareli），是土耳其的城鎮，也是克爾克拉雷利省的首府，位於該國西北部，海拔高度203米，受副熱帶濕潤氣候影響，每年平均降雨量545毫米，2010年人口62,152。

## 外部連結
- Kırklareli News* （页面存档备份，存于）